# Монумент «Защитникам Отечества Донским казакам»
Монумент «Защитникам Отечества Донским казакам» — памятный знак, установленный в 16 км на юго-запад от станицы Кумылженской на северо-западе Волгоградской области. Расположен на верхней террасе правого берега реки Хопёр. Памятник установлен на искусственном холме, с высотой 5 м, длиной 22 м, шириной 12 м. Памятник представляет собой скульптурную композицию казака-всадника, установленную на постамент. Материал из которого выполнена скульптура — армированный бетон, который в свою очередь покрыт чеканной медью.
С лицевой стороны скульптуры у основания установлена металлическая мемориальная доска с надписью:

Славному Донскому казачеству от благодарных потомков Хопёрского округа!